# Gottfried Liebernickel

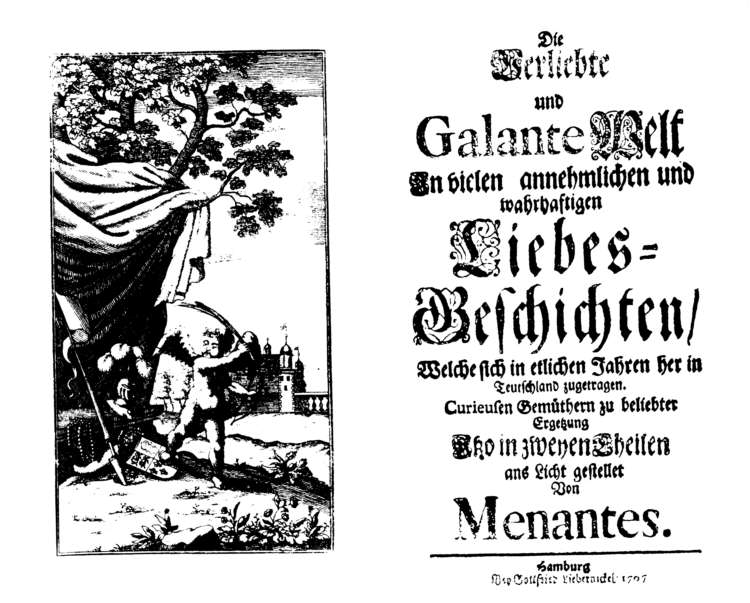
Menantes (Christian Friedrich Hunold), Verliebte und Galante Welt (Hamburg: G. Liebernickel, 1707).

Gottfried Liebernickel (mit Büchern nachweisbar seit 1690; † 1707) war Verleger in Hamburg.
Gottfried Liebernickel hatte seinen Buchladen in Hamburgs Dom (die großen Buchhändler hatten samt und sonders ihre Bücherstände in den Kirchen der Stadt, was diesen einen regen Publikumsverkehr bescherte). Zu Libernickels Angestellten gehörte zumindest von 1700 bis 1705 Benjamin Wedel, der sich später mit Einheirat nach Nürnberg selbständig machte – er organisierte Liebernickels Präsenz auf den Messen in Frankfurt und Leipzig.
Im breiten Verlagsspektrum Liebernickels findet sich seit 1690 reguläre Theologie neben den Unterrichtswerken Kaspar von Stielers und Daniel Georg Morhofs Dissertationes Academicae & Epistolicae (1699). Liebernickels bestgehender und vermutlich auch teuerster Autor wurde Christian Friedrich Hunold, dessen ersten Roman er 1700 verlegte, und dem er nach dem außerordentlichen Erfolg zwei Reichstaler pro Druckbogen versprach.
Die Briefe Hunolds an seinen Freund Benjamin Wedel (Brief vom 18. Dezember 1707, S. 145) weisen aus, dass Liebernickel im Spätherbst des Jahres starb.